# 夢遊病の女

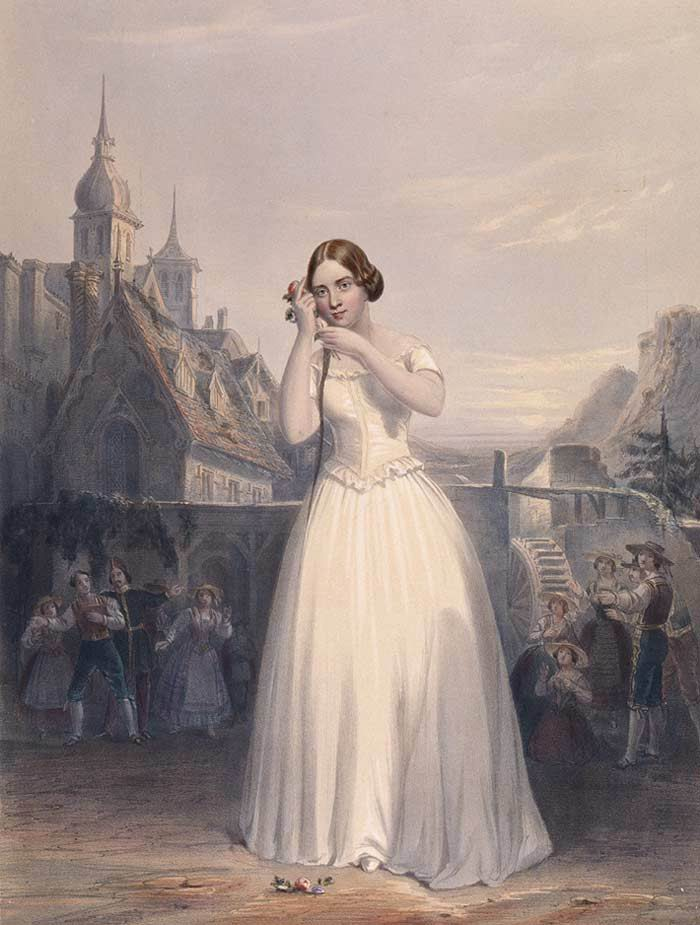
ジェニー・リンドの演ずるアミーナ

『夢遊病の女』（むゆうびょうのおんな、イタリア語: La Sonnambula）は、ヴィンチェンツォ・ベッリーニが1831年に作曲した2幕からなるイタリア語のオペラ（メロドラマ）。
次作の『ノルマ』とは対照的な性格を持つが、ともにベッリーニの代表作であり、カターニアにあるベッリーニの墓にはアミーナのアリア「Ah, non credea mirarti」の楽譜が刻まれている。
日本語の題は『夢遊病の娘』とも呼ばれる。

## 概要
ウジェーヌ・スクリーブとジャン＝ピエール・オメールによる台本にフェルディナン・エロルドが作曲したバレエ・パントマイム『夢遊病者、あるいは新たな領主の到来 』（1827年 ）を元に、フェリーチェ・ロマーニがリブレットを書いた。

### 作曲の経緯
1830年3月、ヴェネツィアで『カプレーティとモンテッキ』の初演に成功し、名声を確立したべッリーニは、ミラノに帰ると、疲労から病床に臥した。その少し前に、カルカーノ劇場の翌年冬のシーズンにジュディッタ・パスタ主演のオペラの作曲を引き受けた。7月頃から元気も出て来て、静養先で気の合った台本作家ロマーニ、主演歌手パスタの3人でプランを練り、パリで評判のヴィクトル・ユーゴーの戯曲『エルナニ』と決定した。11月にべッリーニはミラノに戻り、ロマーニは急ぎ台本を完成して検閲当局に提出した。しかし、不安定な社会情勢のため検閲が厳しく、2人はこの作品を諦めざるを得なかった。そして、スクリーブによるヴォードヴィルをオペラ化したのである。1831年1月からべッリーニは作曲し始め、ロマーニも台本を修正し、2月末には稽古に入ることになったのである。

### 初演とその後

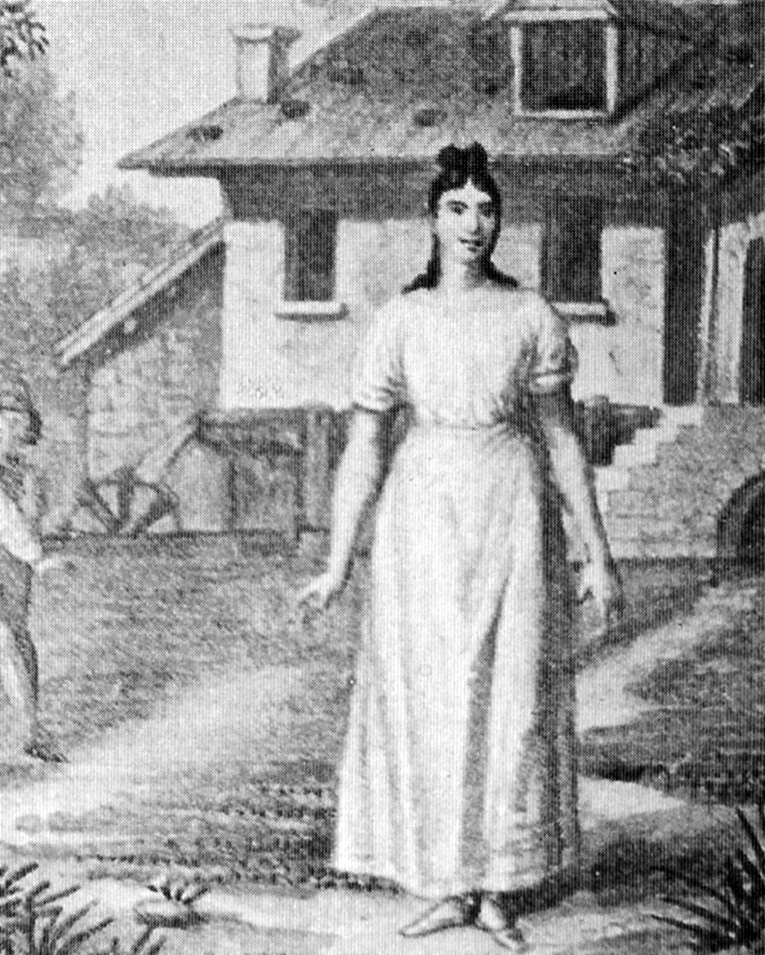
アミーナを創唱したジュディッタ・パスタ

1831年3月6日にミラノのカルカーノ劇場で初演された。主役のアミーナとエルヴィーノをそれぞれ当時の代表的なコロラトゥーラ歌手であるジュディッタ・パスタとジョヴァンニ・バッティスタ・ルビーニが演じた。初演は大成功であり、その年のうちにロンドンとパリでも上演されたが、いずれもパスタとルビーニが主役を演じている。
もともとパスタとルビーニが歌うことを前提として作曲されたため、歌手は非常に高い音で歌うことが要求される。
19世紀にはマリア・マリブランやジュゼッピーナ・ストレッポーニ、イギリスではジェニー・リンド( 1847年)やアデリーナ・パッティ( 1861年)の演じたアミーナが有名である。
19世紀を通じて、イタリアではドニゼッティ『愛の妙薬』と並んで牧歌劇の代表作と見なされてきた。またヴィクトリア朝のイギリスではとりわけ人気が高かった。
日本での初演は1927年3月13日に東京の帝国劇場でカービ・イタリア歌劇団によって行われた。邦人による本格的初演は1979年3月22日に藤原歌劇団によって行われた。

## 作品の特徴

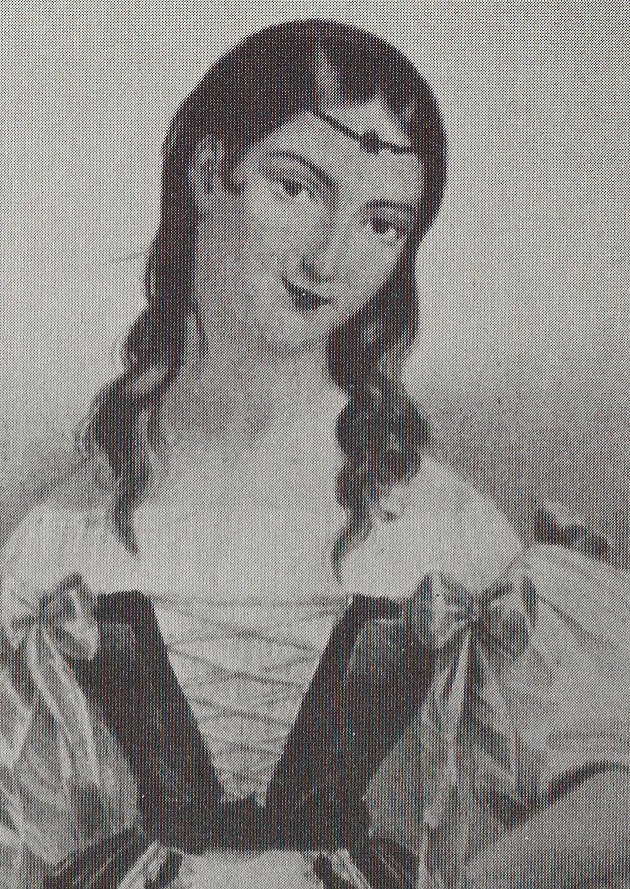
マリア・マリブランの演ずるアミーナ

『ラルース世界音楽事典』によれば、「この作品はイタリア・オペラ史上でその名に値する最後のベルカント作品と言えるだろう。ここでは人を酔わせる歌が一切の古典的抑制から離れて、極めて高度な技巧を要求するカッチーニやモンテヴェルディのスプレッツァトゥーラの自在さと結びついている。この2つの側面が完全に結びついているのが、アミーナの最後のアリアであるが、この場面では古典派の遺産と勃興期のロマン派オペラの感情的奔流が見事に溶け合っている。本作の主要パートはソプラノでパスタのために書かれており、それ以降はマリブラン、ポーリーヌ・ヴィアルド、リンド、20世紀においてはアメリータ・ガリ＝クルチ、トーティ・ダル・モンテ、マルゲリータ・カロージオ、次いで、マリア・カラスやジョーン・サザーランドらによって演じられてきた。また、本作はカストラート芸術の真の継承者たるバッティスタ・ルビーニのためにも書かれた驚くべきテノール・パートも持っている。現代の上演ではコロラトゥーラと超高音の声域が尊重されることは滅多にない」と言う。

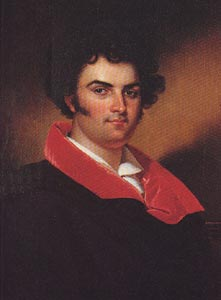
バッティスタ・ルビーニ

宮沢縦一によれば「べッリーニの作品は単純明快ながら、気品に富み、古典の格調とロマン的情緒を備えており、管弦楽には不十分な点が見られるとしても、旋律の声部は憂愁と優美とを織り交ぜて魅力的であり、またしばしば、ベルカントの極致を示す見事な声、至難の技巧が要求される」。一方で、「本作ほど初演からしばらくは圧倒的な人気を博しながら、その後どこでも敬遠されがちになったのも珍しい」としている。
グラウトによれば「この時代のイタリア・オペラを論じるには、すべてが歌手に依存していることを忘れてはならない。作曲者はほとんどの場合、ある特定の歌手を念頭に置いてパートを書いた。楽譜の上では平凡極まる旋律が、ひとたびイタリア風のベルカントとこのタイプのオペラの伝統を理解する人の声で歌われると、不思議に輝かしい意味を帯びてくる。このことは特にベッリーニ当てはまる。彼の作品ではロッシーニ、ドニゼッティ、ヴェルディの場合より、一段と高く、劇作品全体の意味が旋律にかかっている」と言う。
岸純信によれば「本作はフランスの原作を脚色した台本によることから、いわゆる、第2ソプラノにあたる人物である適役のリーザが活躍する。ただし、テレーザを含めた3人の女声間に純粋な重唱部がほとんど存在せず、二重唱もすべて男女のやりとりになっている。また、非常に簡素なオーケストレーションが目立つ一方で、声がむき出しになるアカペラの部分が多く見られることも、本作の特徴のひとつである」と言う。
『オックスフォードオペラ大事典』は「ベッリーニは本作と『ノルマ』によって彼の才能は完全に花開いた。本作は優しく哀愁的で素朴な田園詩であるが、極めて優美で感動的な旋律もいくつか含んでおり、また同時に、ロッシーニの影響から自由になろうとして、しばらくの間、控えていたコロラトゥーラを盛んに使っている」と指摘している。
一方で、「ベッリーニはベルカント期から劇的歌唱への過渡期に活動し、深い感情表出と真摯な人物造形で初期ロマン派オペラの様式を確立したが、突然の死が彼の真の円熟を奪ってしまった。それゆえ、ベッリーニの生涯は才能を十全に開花できずに終わった未完芸術家の一生でもある」との見方もある。

## 登場人物

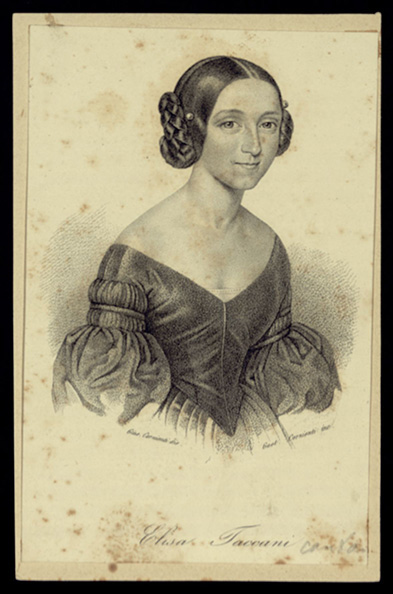
リーザを創唱したエリーザ・タッカーニ

| 人物名         | 原語             | 声域         | 役                                                             | 初演時のキャスト                     |
| -------------- | ---------------- | ------------ | -------------------------------------------------------------- | ------------------------------------ |
| アミーナ       | Elvira           | ソプラノ     | 孤児だが、テレーザの娘として育てられ、エルヴィーノと婚約する。 | ジュディッタ・パスタ                 |
| エルヴィーノ   | Elvino           | テノール     | 村の裕福な地主                                                 | ジョヴァンニ・バッティスタ・ルビーニ |
| ロドルフォ伯爵 | Il conte Rodolfo | バス         | 村の領主                                                       | ルチアーノ・マリアーニ               |
| リーザ         | Lisa             | ソプラノ     | 宿屋の女主人。エルヴィーノが好き。                             | エリーザ・タッカーニ                 |
| テレーザ       | Teresa           | メゾソプラノ | 水車小屋の主、アミーナの育ての母。                             | フェリチータ・バイユ＝ヒラレット     |
| アレッシオ     | Alessio          | バス         | 村の若者。リーザが好き。                                       | ロレンツォ・ビオンディ               |
| 公証人         | Un notaro        | テノール     | ―                                                              | アントニオ・クリッパ                 |
| 合唱：村人たち |                  |              |                                                                |                                      |

## 楽器編成
- 管楽器：フルート2、 オーボエ2、クラリネット2、ファゴット2
- 金管楽器：ホルン4、トランペット2、トロンボーン3、テューバ
- 打楽器：ティンパニ、バスドラム、トライアングル
- 弦五部

バンダ（舞台裏）
- ピッコロ、ピッコロ・クラリネット、クラリネット4、ファゴット2、トロンボーン4、大太鼓、バスドラム

## 演奏時間
上演時間は2時間10分。

## あらすじ
19世紀はじめ、場所はスイスのある村。

### 第1幕
第1場：村人たちがアミーナとエルヴィーノの婚約を祝っているが、宿屋の女主人であるリーザはアミーナに嫉妬する。アミーナは村人たちに感謝の歌を歌う。公証人、ついでエルヴィーノが現れる。エルヴィーノはアミーナに指輪と花を贈る。結婚契約が署名され、アミーナとエルヴィーノは愛の二重唱を歌う。
見知らぬ人物が村に現れる。彼は実は領主のロドルフォ伯爵だったが、村人は誰も彼のことを知らなかった。テレーザはロドルフォ伯爵に、この村は白い服の幽霊に呪われているから夜は家に帰らなければならないといい、人々は帰宅する。ロドルフォ伯爵がアミーナを好んでいるらしいと見たエルヴィーノは嫉妬からアミーナと喧嘩するが、やがて仲直りする。
第2場：リーザの宿屋に宿泊したロドルフォ伯爵は、窓から突然アミーナが入ってきたのに驚くが、すぐに夢遊病であり、テレーザの言っていた幽霊とは彼女のことであることに気づく。伯爵はアミーナを混乱させないように部屋の明かりを消して外に出る。アミーナはそのまま伯爵の部屋のベッドで眠る。
ロドルフォ伯爵の正体はすぐに村人にばれ、人々は伯爵にあいさつするためにやってくるが、部屋の中には女性の姿があった。リーザは事情を知っていたが、エルヴィーノの手を取って部屋にはいり、部屋の中を明かりで照らす。アミーナは目ざめるが、何が起きたかわからず混乱する。エルヴィーノほかの村人はアミーナが浮気したと思いこんで彼女を非難する。エルヴィーノはアミーナに結婚の破棄を宣言して去り、アミーナは気絶する。

### 第2幕

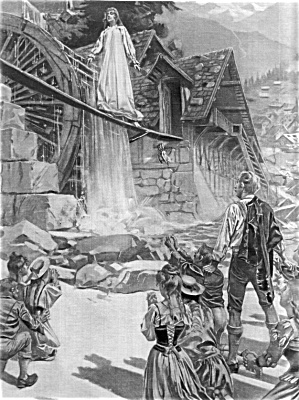
眠ったまま橋を渡るアミーナ（1899年）

第1場：村人たちはロドルフォ伯爵の城館を訪れ、エルヴィーノとアミーナの間の仲介をしてくれるように頼もうとする。エルヴィーノはまだ怒っており、かつてアミーナに贈った指輪を彼女の指から外して奪う。
第2場：テレーザの水車小屋のそばで、リーザはエルヴィーノと結婚しようとしている。ロドルフォ伯爵はアミーナが夢遊病であることを説明して止めるが、エルヴィーノは信じない。表の騒音を聞いたテレーザが出てきて、アミーナが眠っているから騒がないように頼む。リーザがエルヴィーノと結婚しようとしていることを知ったテレーザは、ロドルフォ伯爵の部屋で拾ったリーザのハンカチを出してみせる。エルヴィーノはリーザも浮気していたと思って幻滅する。
エルヴィーノはロドルフォ伯爵に対して、アミーナが夢遊病である証拠を見せろというが、そこにテレーザの水車小屋の屋根裏の窓から眠ったままのアミーナが出てきて、ランプを手にしたまま歩きはじる。そのまま橋を渡って村人たちの前までやってくる。彼女はエルヴィーノのために祈り、自分が指輪を奪われたこと、かつてエルヴィーノから花をもらったことを眠ったまま話し、しおれた花を取りだす。
エルヴィーノは指輪をアミーナの指に戻す。目をさましたアミーナにエルヴィーノは謝罪する。アミーナは再び喜びに満ちる。

## 主要楽曲

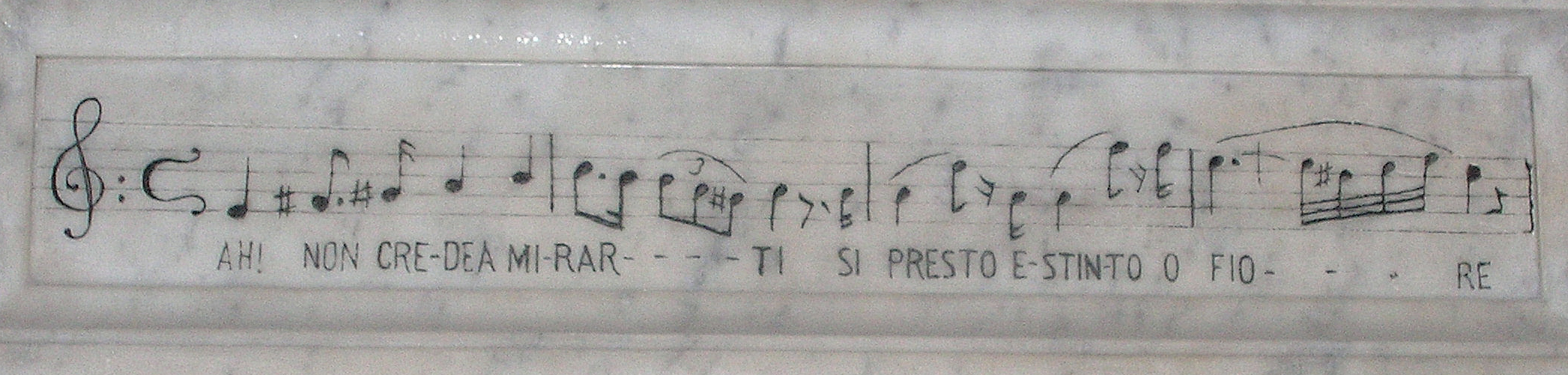
ベッリーニの墓に刻まれたアミーナのアリア

- 「アミーナ万歳！」Viva Amina （村人の合唱）
- 「みんなが楽しそうに、お祭り騒ぎで」Tutto è gioia, tutto è festa （リーザのカヴァティーナ）
- 「私にはよい日和」Come per me sereno （アミーナのカヴァティーナ）
- 「胸はおどる」Sovra il sen la man mi posa （アミーナのカバレッタ）
- 「受けとっておくれ」Prendi, l'anel ti dono （エルヴィーノとアミーナの二重唱）
- 「この心地良い場所には来たことがある」Vi ravviso （ロドルフォのカヴァティーナ）
- 「暗い空に、暗い夜に」A fosco cielo, a notte bruna （合唱）
- 「僕はそよ風にも焼きもちを焼く」Son geloso del Zefiro errante （エルヴィーノとアミーナの二重唱）
- 「想いも言葉もすべて嘘だったというの」D'un pensiero, e d'un accento - Questo pianto del mio cor' （第1幕の終わりのアミーナとエルヴィーノのアリア）
- 「ああ！何故君を嫌いになれないのだろう」Ah, perchè non posso odiarti （エルヴィーノのアリア）
- 「皆さんのお祝いの言葉は嬉しいわ」De' lieti auguri a voi son grata （リーザのアリア）
- 「私の目にはコンテ氏が映る」Signor Conte, agli occhi miei （四重唱）
- 「ああ、こんな風に萎れてしまうなんて」Ah, non credea mirarti （アミーナのアリア）
- 「ああ、これ以上ない喜び」」Ah! non giunge uman pensiero （アミーナのカバレッタ）

## 主な全曲録音・録画
| 年   | 配役 アミーナ エルヴィーノ ロドルフォ テレーザ                                                            | 指揮者 管弦楽団および合唱団、演出家 | レーベル                              |
| ---- | --- | --- | ------------------------------------- |
| 1955 | マリア・カラス チェーザレ・ヴァレッティ ジュゼッペ・モデスティ ガブリエラ・カルトゥラン                   | レナード・バーンスタイン ミラノ・スカラ座管弦楽団 ミラノ・スカラ座合唱団                                                                    | CD: Warner Classics EAN:0190295844653 |
| 1980 | ジョーン・サザーランド ルチアーノ・パヴァロッティ ニコライ・ギャウロフ デッラ・ジョーンズ                 | リチャード・ボニング ナショナル・フィルハーモニー管弦楽団 ロンドン・オペラ合唱団                                                            | CD: Decca EAN:4988031352601           |
| 1998 | エディタ・グルベローヴァ ホセ・ブロス ロベルト・スカンディウッチ グロリア・ブランディテッリ               | マルチェッロ・ヴィオッティ ミュンヘン放送管弦楽団 バイエルン放送合唱団                                                                      | CD: Nightingale ASIN:B01MQ5WL89       |
| 2004 | エヴァ・メイ ホセ・ブロス ジャコモ・プレスティーア ニコレッタ・クリエール                                 | ダニエル・オーレン フィレンツェ五月祭管弦楽団 フィレンツェ五月祭合唱団 演出:マッシモ・テオルディ                                            | DVD: TDKコア EAN:4988026817559        |
| 2006 | ナタリー・デセイ フランチェスコ・メーリ カルロ・コロンバーラ ジャエル・アザレッティ                       | エヴリーノ・ピド リヨン歌劇場管弦楽団 リヨン歌劇場合唱団                                                                                    | CD:Virgin Classics EAN:4988006858077  |
| 2008 | チェチーリア・バルトリ フアン・ディエゴ・フローレス イルデブランド・ダルカンジェロ リリアーナ・ニキテアヌ | アレッサンドロ・デ・マルキ ラ・シンティッラ管弦楽団 チューリヒ歌劇場合唱団                                                                  | CD: Decca EAN: 0028947810872          |
| 2009 | ナタリー・デセイ フアン・ディエゴ・フローレス ミケーレ・ペルトゥージ ジェーン・バネル                     | エヴリーノ・ピド メトロポリタン歌劇場管弦楽団 メトロポリタン歌劇場合唱団 演出: メアリー・ジマーマン                                         | DVD: Decca EAN:0044007433577          |
| 2013 | アナ・ドゥルロフスキ ルシアノ・ボテリョ エンツォ・カプアーノ ヘレン・シュナイダーマン                     | ガブリエレ・フェッロ シュトゥットガルト州立歌劇場管弦楽団 シュトゥットガルト州立歌劇場合唱団 演出: セルジョ・モラビート、ヨッシ・ヴィーラー | DVD: EuroArts EAN: 0880242593382      |

## バレエ
1946年にバレエ・リュス・ド・モンテカルロでジョージ・バランシンの振付によってバレエとして上演された（当初の題は『夜の影』）。ヴィットリオ・リエティによる曲はベッリーニの音楽をもとにしており、夢遊病の女も登場するが、話はまったく異なる。